# École de Barbiana

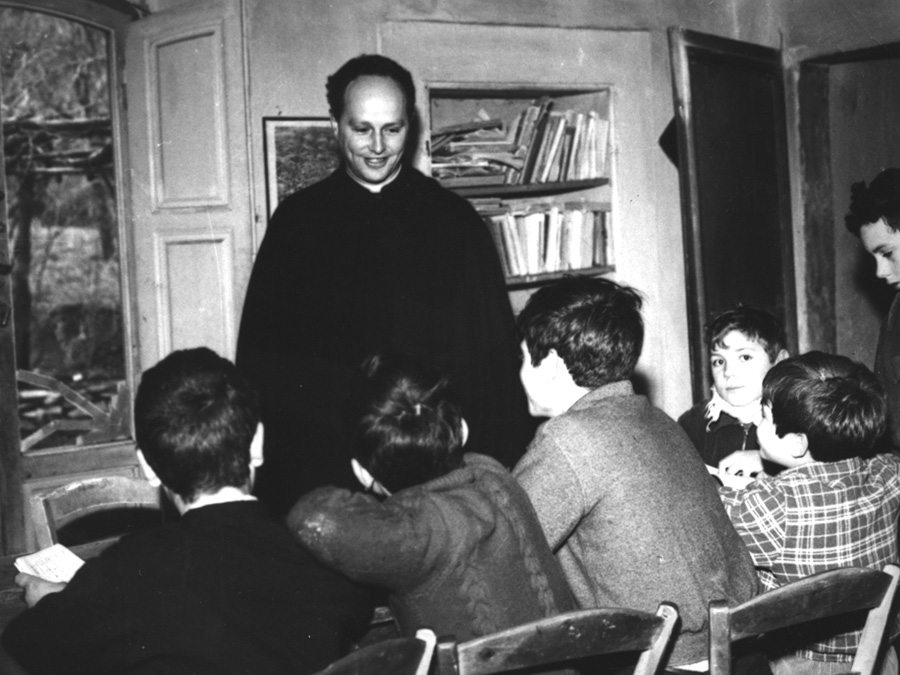

L'École de Barbiana est une école expérimentale qui fut fondée et animée, de 1954 à 1967, par le prêtre Lorenzo Milani à Barbiana, hameau de la commune de Vicchio perdu parmi les montagnes du Mugello, à 45 km de Florence, en Italie. Cette expérience éducative novatrice provoqua un âpre débat sur l'innovation en matière de pédagogie dans les années 1960, notamment après la publication de Lettre à une maîtresse d'école, ouvrage très polémique sur l'école obligatoire de l'époque, rédigée collectivement par huit anciens élèves de Barbiana sous la direction (mais sans l'intervention directe, comme lui-même le répéta à plusieurs reprises) de Milani.

## Filmographie
- Adieu, Barbiana, Documentaire de Bernard Kleindienst, 1994